# Aglyptodactylus laticeps
Az Aglyptodactylus laticeps a kétéltűek (Amphibia) osztályába, a békák (Anura) rendjébe és az aranybékafélék (Mantellidae) családba tartozó faj.  

## Elterjedése
A faj Madagaszkár endemikus faja. A sziget nyugati partvidékén 180 m-es tengerszint feletti magasságban, száraz, lombhullató erdőkben honos. Valószínűleg számos helyen megtalálható, de eddig csak Kirindy környékén és a Tsingy de Bemaraha Nemzeti Parkban figyelték meg.

## Nevének eredete
A laticeps fajnevet a latin latus (nagy) és a ceps (-fejű) szavakból alkották, ezzel is utalva megjelenésére.

## Megjelenése
Közepes méretű békafaj. A hímek hossza 39–45 mm, a nőstényeké 60 mm. Széles fejű, zömök békafaj. Mellső lába úszóhártya nélküli. Ujjai végén nincsenek ujjkorongok. Háti bőre sima, általában szürkésbarna. Feje oldalán két jellegzetes fekete színű sáv fut végig. 

## Természetvédelmi helyzete
A vörös lista a sebezhető fajok között tartja nyilván. 